# Uwe Köller
Uwe Köller (* 1964 in Neuss) ist ein deutscher Trompeter und Hochschullehrer.

## Leben
Uwe Köller begann mit Trompetenunterricht 1972. Im Zuge seiner musikalischen Ausbildung wurde er Stipendiat der Herbert-von-Karajan-Stiftung.
Seine Karriere als Solo-Trompeter begann im Symphonischen Orchester Berlin, ab 1991 war er an der Deutschen Oper Berlin tätig.
Ab 1997 lehrte Uwe Köller als Gastprofessor zur Universität für Musik und darstellende Kunst in Graz. 1999 verließ er dann die Deutsche Oper Berlin gänzlich zugunsten seiner Lehrtätigkeit in Graz als Professor für Trompete. Zusätzlich war er von 2000 bis 2013 Lehrer für Trompete an der Folkwang-Hochschule Essen.
2016 erhielt er zusammen mit dem Blechbläserensemble German Brass den Echo Klassik in der Kategorie Ensemble/Orchester.

## Ensembles
Im Jahr 2000 gründete er die Austrian-Brass-Band nach englischem Vorbild und installierte sie an der Kunstuni Graz, ebenso rief er an der Folkwang-Hochschule die Folkwang-Brass-Band ins Leben.
Seit 1995 ist Uwe Köller festes Mitglied der Formation German Brass.
Seit Oktober 2012 ist Uwe Köller Kapellmeister der Stadtkapelle Friedberg.

## Schüler
- Lars Kuklinski